# Eramet
Eramet SA är ett franskt multinationellt gruv- och metallurgiföretag, noterat på Parisbörsen under benämningen ERA. Företaget har sitt säte i Paris i Tour Montparnasse.

## Historik
Företaget grundades med finansiering av familjen Rothschild (även om de var noga med att undvika att synas som grundarna av företaget) år 1880. Under diskretion tog familjen full kontroll över bolaget 1890. Genom sitt dotterbolag Société Le Nickel (SLN), har företaget sina historiska rötter i nickelgruvdrift, och har i mer än 100 år haft en stor gruvdrift i franska territoriet Nya Kaledonien. 

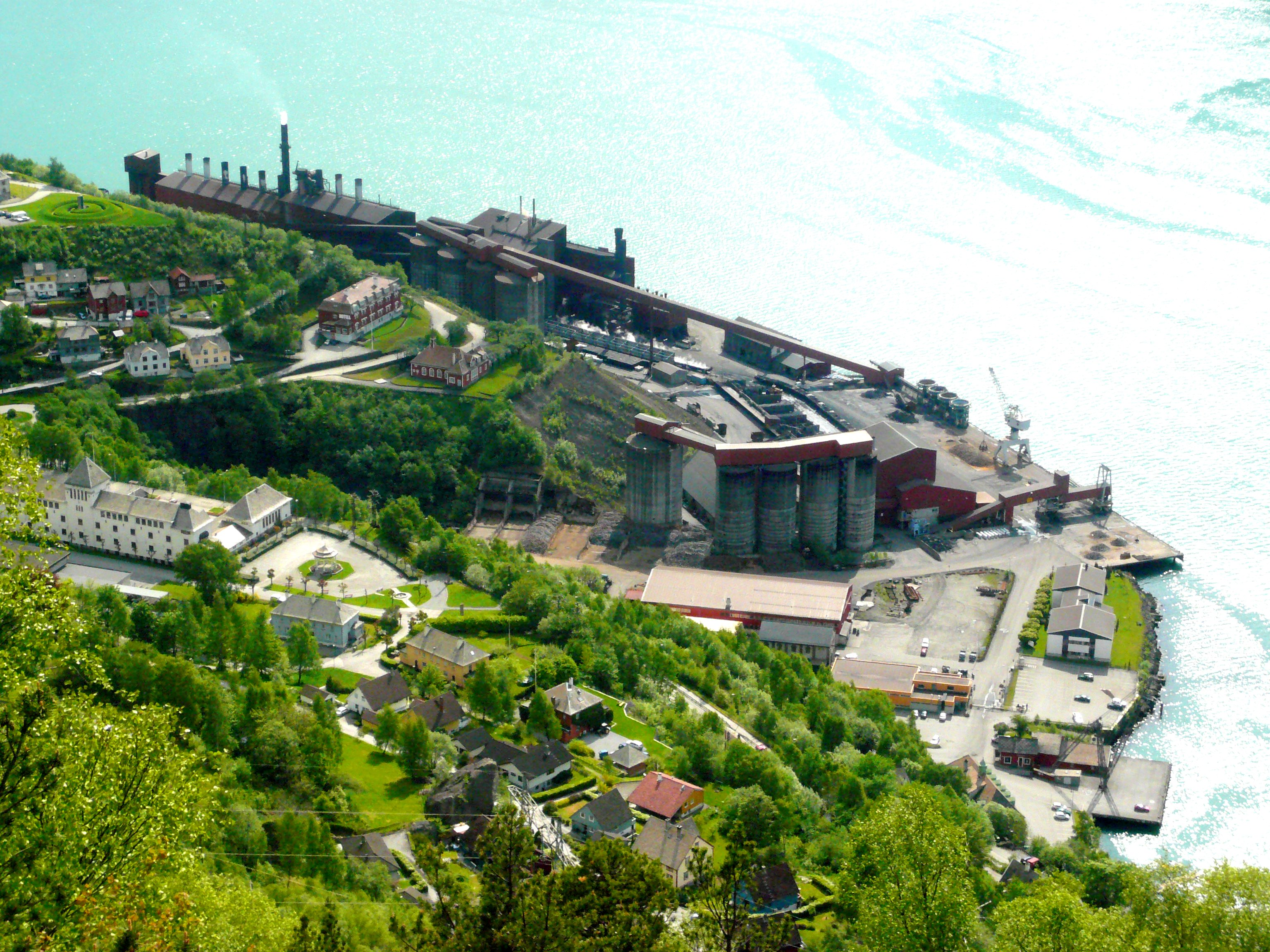
Tizir Titanium & Iron AS i Tyssedal, Norge.

## Produktion
Företaget producerar icke-järnmetaller och derivat, nickellegeringar och superlegeringar, och högkvalitativa specialstål. Det är också en stor producent av mangan från gruvor i Gabon.
Eramet SA driver fyra smältverk i Norge genom dotterbolaget Eramet Norway AS, varav de två största ligger i industristäderna Sauda och Porsgrunn. Smältverket i Sauda är norra Europas största i sitt slag.
I september 2011 meddelade Eramet SA att bolaget planerar att investera sex miljarder USA-dollar i ett nickelgruvprojekt, inklusive hydrometallurgisk fabrik och olika stödjande infrastrukturer på ön Halmahera, Norra Moluckerna, Indonesien.